# Лист без коверти
Лист без коверти яко Одповідь Впр. Крилошанину Малиновському на реферат молитовника написав И. Пулюй — полемічна стаття та брошура у відкритій формі Івана Пулюя, яка вийшла окремим виданням у Відні 1871 року. Брошура містила заклики та полеміку навколо доцільності видання церковних книг і текстів українською мовою в греко-католицькій церкві з огляду на їхню канонічність та опираючись на досвід сусідніх народів і церков. А також доцільності використання таких видань серед русинів (українців) Галичини.
У 1860—1870-х роках у Галичині відбувалось культурно-політичне протистояння між народовцями й русофілами («святоюрцями»). Особливо гострим було питання щодо вживання української мови в церкві та друкованих видань на релігійну тематику.
За ініціативи Пулюя та за підтримки отця Доніна, крилошанина при віденському храмі святого Стефана, 1869 року у Відні видрукувано молитовник для українців, які перебували на службі у австро-угорській армії. 1870 року завершено більший молитовник українською мовою, рукопис якого передано митрополитові Сильвестру Сембратовичу, складаючи йому гратуляцію від імені академічної молоді у Відні. Митрополит обіцяв Пулюєві, що надасть апробат молитовнику, але опісля, повернувшись до Львова, під впливом тодішнього голови святоюрців отця Михайла Малиновського відмовив у дозволі друку та погодив спалити рукопис «по праву каноничеському». 
Загострення протистояння вилилось у відкриту полемічну публікацію Івана Пулюя зі «святоюрцем» Михаїлом Малиновським через його відмову й заборону до друку та знищення рукопису молитовника українською мовою. 
Всупереч забороні церковної влади Іван Пулюй вирішив таки опублікувати молитовник, який отримав схвальну реакцію громадськості та церковних верхів, тим самим здобувши підтримку в питанні поширення української мови в церковному житті.
Через 7 років у 1878 році митрополит греко-католицької церкви Сильвестр Сембратович створив перекладацьку колегію перекладів церковних текстів, до складу якої увійшли українські культурні діячі-народовці. Відтак, позиція Пулюя знайшла підтримку. 

## Передумови
Вподовж 1860–1885 років в Галичині було видано понад 60 різноманітних молитовних видань церковнослов’янською мовою, багатотисячні наклади яких розкуповували дуже швидко.
Іван Пулюй підготував друге виданням молитвослова українською мовою 1870 року. У липні 1870 року він від імені студентів у Відні львівського митрополита Йосифа Сембратовича подарував йому свій молитовник, що вийшов друком 1869 року, а в серпні передав митрополитові підготовлений до другого видання рукопис молитовника, написаний фонетичним правописом української мови. Він сподівався на прихильність Йосифа Сембратовича у справі друку релігійних творів українською мовою.
Сам митрополит не мав нічого проти фонетичного правопису та віддав рукопис для рецензування крилошанинові отцеві Михайлові Малиновському, який через кілька місяців дав негативну оцінку молитовникові, а відтак виніс вердикт про заборону його друкування, звинувативши Пулюя у відступництві від церковнослов’янської мови та в агітації за «кулішівку й українщину», тим самим знищивши видання.
Святоюрські опоненти народовців заперечували можливість переходу на народну мову в молитві, висуваючи такі контраргументи: 
1. Народна мова не має достатніх ресурсів, щоб забезпечити відповідний переклад молитовного матеріалу.
2. Переклад молитовних текстів народною мовою не зробить їх зрозумілими для простих вірян без спеціального коментаря.
3. Запровадження «українщини» і «кулішівки» в молитовну практику призведе до розриву з віковою традицією церкви[3].

Головна претензія Малиновського стосувалася «українщини» та «кулішівки», які, на його думку, не були відповідними засобами для адекватного перекладу молитовного матеріалу.
Михаїл Малиновський
Отець Михаїл Малиновський висловлювався про спробу втягнення церкви в політичний конфлікт, протистояння між народовцями й русофілами, та намагання поставити на другий план тривалу літературну, а також і церковно-обрядову традицію.
Михаїл Малиновський
Ієрархи греко-католицької церкви були налаштовані проти будь-якого перекладу Святого Письма живою українською мовою. Вони воліли б радше його заборонити та знищити. Саме це радив зробити «правомъ каноническимъ» 1870 року отець Малиновський щодо «Молитвослова».
Окрім того, галичани, русини та буковинці були призвичаєні до думки про можливість існування лише однієї літературної мови на основі старослов’янської мови (із різностильовими та іншомовними домішками) після остаточного занепаду на цих землях простої мови на початку XVIII століття. Отже, більшість галицьких та закарпатських українців, передусім москвофільського спрямування, не була готова до використання Святого Письма в перекладі фонетичною мовою із наддніпрянськими рисами, що кількісно та якісно переважають над західноукраїнськими елементами та суперечать їхній орієнтації на говірковий мовостиль.

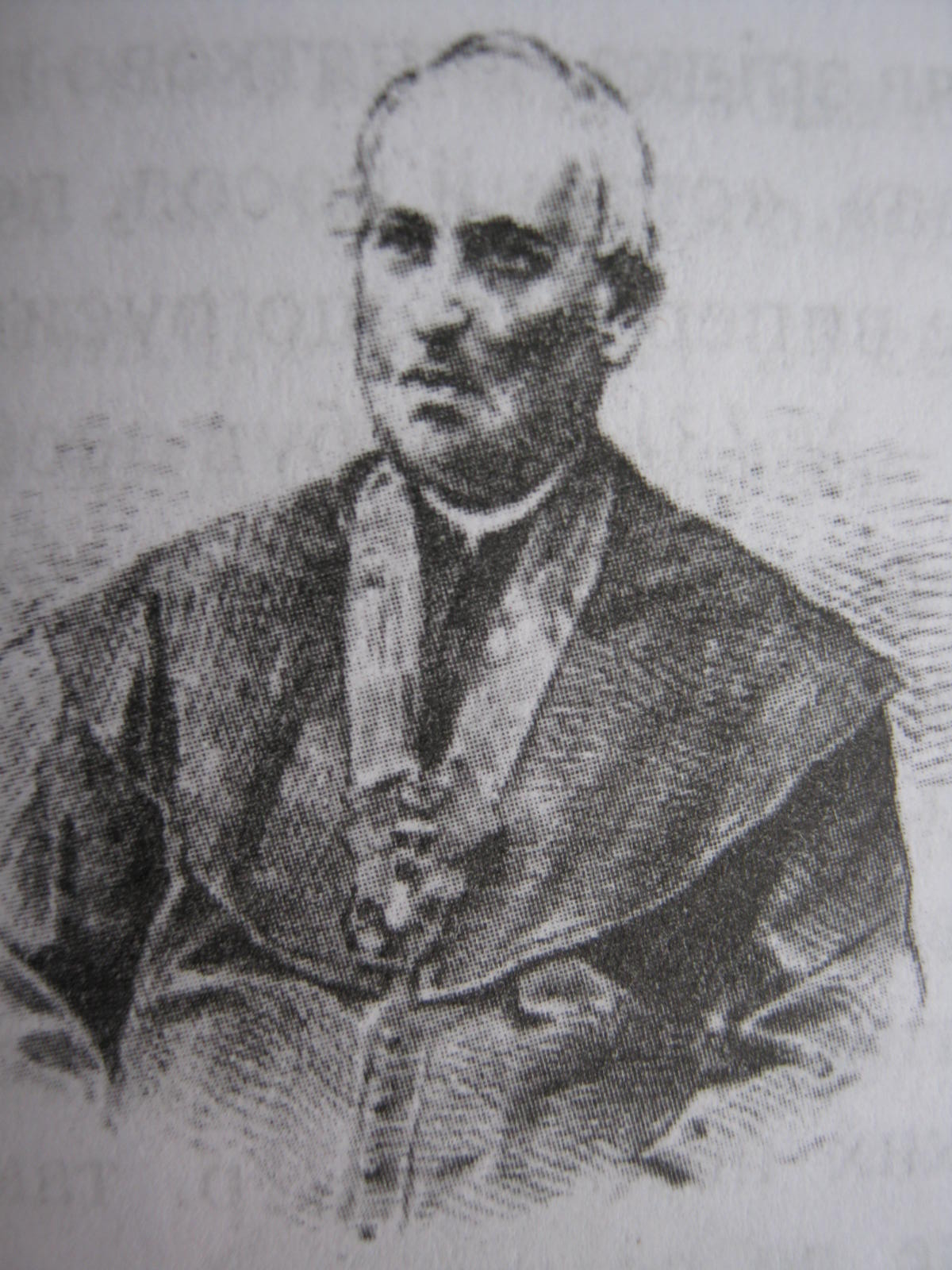
Михайло Малиновський
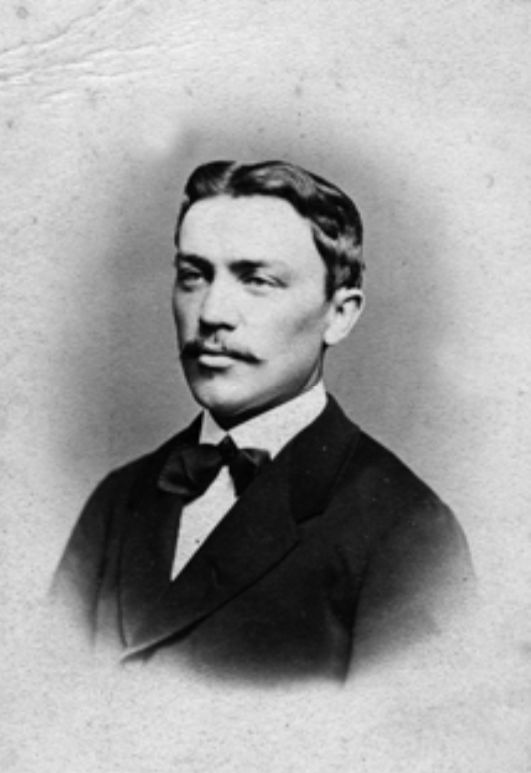
Іван Пулюй

## Зміст
Перед опублікуванням першої в історії української літературної мови молитовної збірки українською мовою («Молитовник для руського народу») перекладач Іван Пулюй підготував полемічну статтю «Лист без коверти» у відповідь на звинувачення рецензента канцлера Митрополичої консисторії ГКЦ отця Михаїла Малиновського.  
«Лист без коверти» став аргументованою відповіддю Івана Пулюя, де він писав про те, що право знищення без об'єктивних на те причин було правосильним у XV столітті, коли знищували не лише рукописи, але й живих людей, у XIX столітті – все не так; перекладач стверджував, що кожна бесіда, яка живе в народі, є для нього тайним ключем, яким можна відтворити розуміння мови церковної, як і кожної чужої, та розуміння будь-якої науки. 
Щодо мови перекладу, то Іван Пулюй наводить приклад перекладу слів насущний на щоденний (у мові оригіналі (грецька) та й по-латині quotidianus рівнозначне української щоденний). На ідентичний переклад лексеми вказують тексти французьких, італійських, німецьких, румунських, польських, чеських та сербських перекладів. Щодо «недоречного» перекладу в дарах несеного, як і апостольське вірую, то Іван Пулюй вважав, що той, хто творить нове слово, повинен шукати «одвітний корінь» в народній, старослов'янській, або в будь-якій іншій слов'янській мові. 
Він, покликаючись на апостола Павла, стверджував: «Молитва тільки тоді годиться Господеві, коли із серця походить, і тільки тоді багата плодами. Хто, питаюсь, розумний, маючи на цілі зрушити людське серце, говоритиме до збору бесідою чужою, незрозумілою... Забороняти народові молитовник в його власній розуміє молитву, як хоче».
Іван Пулюй також говорив про доцільність народної мови в житті церкви:
Іван Пулюй, Лист без коверти
Іван Пулюй стверджував про український правопис:
Іван Пулюй, Лист без коверти
Іван Пулюй наголошував на різні підходи до перекладацької творчості в майбутніх виданнях релігійного змісту українською мовою:
Іван Пулюй, Лист без коверти
Рішучим публічним виступом проти рішення львівської консисторії на заборону друку та знищення рукопису Іван Пулюй прагнув не тільки відстояти свою правоту в полеміці з церковними функціонерами, але й, як писав в одному із листів до Андрія Січинського: «хочу показати та навчити священиків, що нема чого фарисеїв боятись, що і на них єсть суд, та щоб не лякались явно одній правді кланятись».
Іван Пулюй описав й власне ставлення до москвофільства в греко-католицькій церкві:
Іван Пулюй, Лист без коверти

## Реакція
Після 7 років у 1878 році митрополит УГКЦ Сильвестр Сембратович, натхненний прикладом Івана Пулюя, створив перекладацьку колегію, до складу якої увійшли: Омелян Огоновський, Олександр Стефанович, Олексій Слюсарчук. Того ж року побачили світ такі підготовлені колегією українські видання: «Молитвенникъ народный рускій», «Молитвенникъ народный рускій для дѣтей».
Іван Франко зауважив, що «Пулюй 1871 р. дав себе знати в руськім письменстві як дуже талановитий полеміст у дуже делікатній справі – вживання народного язика в церковних книжках».

## Значення
Попри заборону церковної влади Іван Пулюй вирішив таки опублікувати молитовник. Він розумів, що його праця «послужить до морального и интеллектуального а посередно и до социяльного двигнення руського народу». Праця Пулюя вийшла на початку 1872 року під назвою «Молитовник для руського народу. Друге побільшене виданнє». У жовтні 1872 року з’явився схвальний відгук про це видання у журналі «Правда». Зазначаючи конечну потребу такого молитовника: «домагаючись природних прав для нашого рідного слова, досі самі не дозволяли Русинові навіть помолитися по руськи так, щоб він молитву розумів», а отже «молитовник, о котрім говоримо, вдоволить всім потребам мирянина руського».
Молитовник здобув високу оцінку також і в Наддніпрянській Україні. Зокрема, 1877 року знайомий Івана Пулюя харків’янин Володимир Александров у відповідь на надісланий йому примірник написав: 
Володимр Александров
Видання «Молитовника» українською мовою стало важливою подією у контексті статусу й розвитку літературної мови другої половини XIX – початку XX століття. Як зазначав український літературознавець Кирило Студинський: «своїми молитовниками поклав Іван Пулюй почин до дальших перекладів…».